# Огни святого Эльма

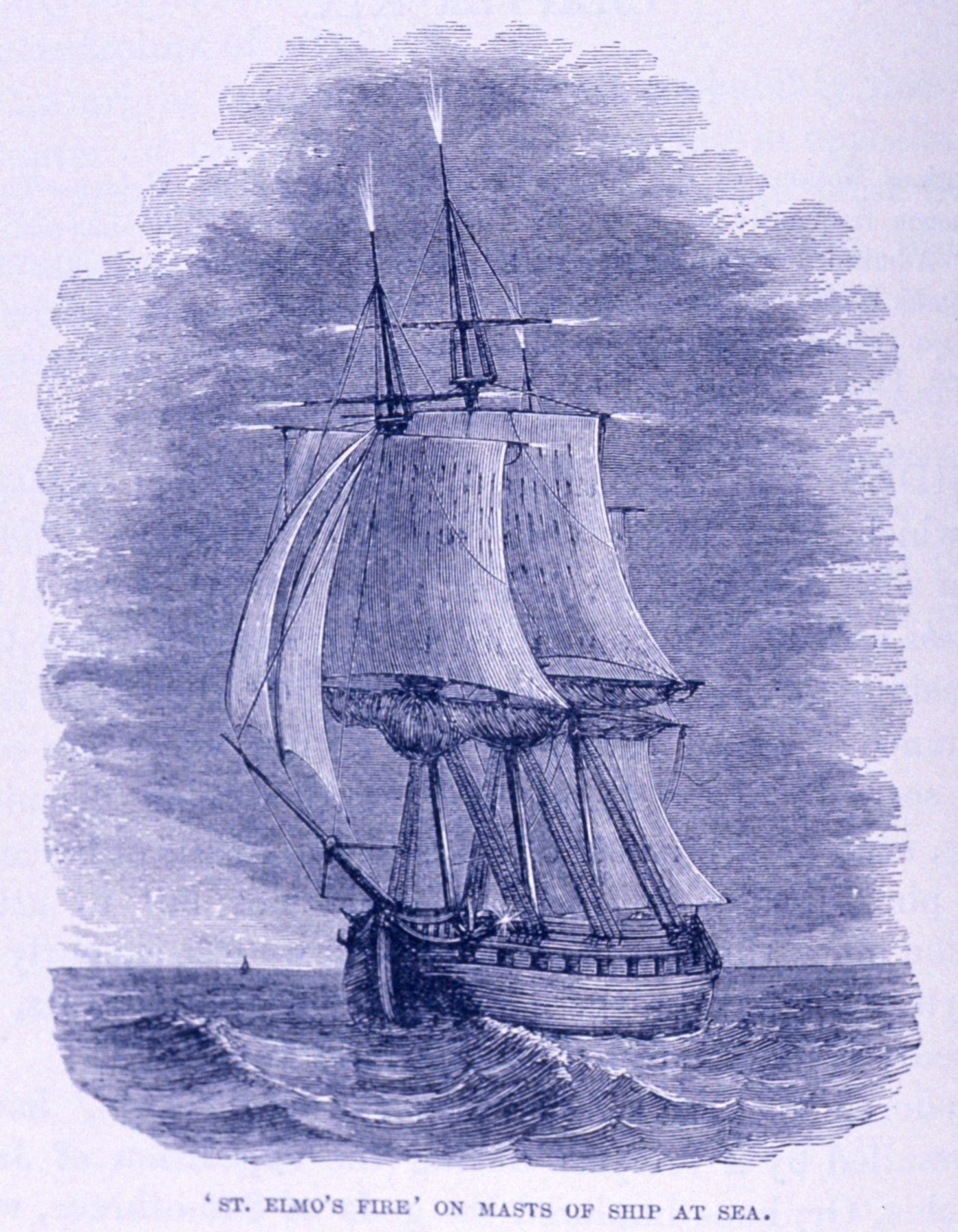
Огни святого Эльма на мачтах корабля

Огни святого Э́льма или Огни святого Э́лмо (англ. Saint Elmo's fire, Saint Elmo's light) — оптическое явление в атмосфере, выглядящее как тихие разряды в форме светящихся пучков или кисточек, возникающие на острых концах высоко расположенных предметов (башни, мачты, одиноко стоящие деревья, острые вершины скал и даже части тела человека) при очень большой напряжённости электрического поля в атмосфере — порядка 100 000 В/м. Эти разряды возникают во время грозы; зимой во время метелей; при песчаных или пылевых бурях; а также во время морского шторма. Явление наблюдается преимущественно в горах. Иногда сопровождается треском. Может возникать на обшивке самолёта, попавшего в облако вулканического пепла. По физической природе представляет собой особую форму коронного разряда.
Древние греки называли такое свечение огнями Кастора и Поллукса (др.-греч. Φώτα των Διοσκούρων) — братьев-близнецов, сыновей Зевса, даровавшего им бессмертие и превратившего их в созвездие Близнецов. В Средние века эти огни связывали с именем святого Эльма (Эразма) — покровителя моряков в католицизме. Морякам их появление сулило надежду на успех, а во время опасности — и на спасение.
Существуют методы, позволяющие получать подобный разряд искусственным путём. Некоторые из них доступны в домашних условиях — например, снять с себя синтетическую майку (или свитер) и направить на неё иголку. С определённого расстояния на кончике иголки возникает разряд, хорошо видимый в темноте, при этом слышно потрескивание. Возможно также вызвать разряд на кончике иголки, приблизив её к экрану цветного телевизора с кинескопом, или же рядом с аппаратом, подобным трансформатору Теслы, на расстоянии большем, чем необходимо для дугового разряда.

## В лабораторных условиях
В 1970-х годах огни святого Эльма были произведены лабораторией Б. В. Войцеховского в новосибирском Институте гидродинамики СО РАН на специальной установке, которая позднее вывозилась в Москву для повторной демонстрации эксперимента в лаборатории П. Л. Капицы.

## В массовой культуре
- У американского рок солиста Джона Парра существует песня st. Elmo`s fire (что в переводе значит огни Святого Ельма" [5]
- В фильме "Огни Святого Ельма" в Вашингтоне существует бар с одноименным названием.[6]
- В романе «Индиана Джонс и Королевство Хрустального Черепа» 2008, заголовок «Часть шестая: Затерянный храм» подзаголовок «Пятьдесят шесть», абзац 18, в сюжете с воскрешением Хрустального Черепа в тронном зале храма «Наверху, медные трубопроводы их следования в тронный зал, потрескивали ослепительными электрическими дугами, подобно огню Святого Эльма на мачтах кораблей в море».
- Во вселенной Warhammer 40,000 огни святого Эльма возвещают о прорыве имматериума и появлении демонов по эту сторону реальности. Этот эпизод также отражен в анимационном фильме «Ультрамарины», действие которого разворачивается во вселенной Warhammer.
- Огни святого Эльма появляются в грозу на мачтах корабля «Пекод» в романе «Моби Дик» Германа Мелвилла.
- В песне Булата Окуджавы «Пиратская лирическая» Архивная копия от 16 мая 2020 на Wayback Machine («Когда воротимся мы в Портленд (англ. Portland Harbour)») есть строки: «В ночь перед бурею на мачте / Горят святого Эльма свечки».
- В модификации «Call of Chernobyl» к игре Stalker: Call of Pripyat есть аномальная зона электрического типа на локации «Янтарь» с аналогичным названием.
- Упоминаются в стихотворении Николая Гумилёва из цикла «Капитаны»: «…Ни риф, ни мель ему не встретятся, Но, знак печали и несчастий, Огни святого Эльма светятся, Усеяв борт его и снасти.» Согласно Гумилёву, огни Св. Эльма предвещают несчастье, а не спасение.
- В третьем эпизоде аниме «Hunter X Hunter(1999)» на мачте корабля «Эйджин-Мару» встречается данное явление.
- В четвёртом эпизоде аниме-сериала «Эстебан, сын солнца(1982)» на мачте гибнущего корабля «Эсперанца» выжившие наблюдают огни св. Эльма.
- Упоминается в книге Жюля Верна «Путешествие к центру Земли»: «…поднятый парус висит складками на мачте, и на конце её я замечаю уже блуждающий огонёк святого Эльма…»
- В игре «Surviving Mars» одно из испытаний имеет название «Огни святого Эльма».
- В серии книг Михаила Атаманова «Искажающие реальность» (7 книга).
- В песне «Дредноут» группы «Мельница»
- В песне «Летучий голландец» группы «Машина времени».